# لانتانوسن

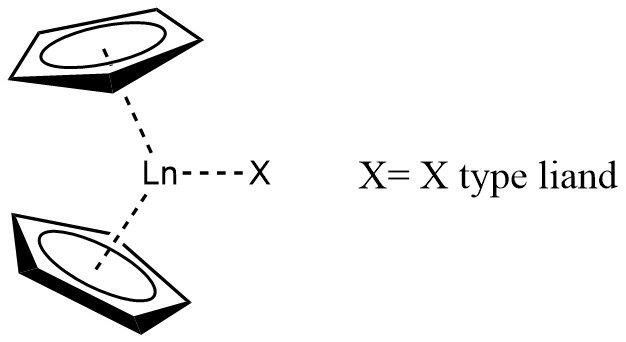
ساختار شیمیایی کلی لانتانوسن

لانتانوسن نوعی ترکیب متالوسن است که حاوی عنصری از دسته لانتانیدها باشد. رایج ترین کمپلکس‌های لانتانوسن حاوی دو آنیون سیکلوپنتادی‌انیل و یک لیگاند نوع X، معمولا لیگاند هیدرید یا آلکیل است. 

## همچنین ببینید
- اکتینوسن